# Aristot
Aristot – miejscowość w Hiszpanii, w Katalonii, w prowincji Lleida, w comarce Alt Urgell, w gminie El Pont de Bar.
Według danych INE w 2020 roku liczyła 24 mieszkańców – 13 mężczyzn i 11 kobiet. 